# Кубок СРСР з футболу 1946
Кубок СРСР з футболу 1946 — 7-й розіграш кубкового футбольного турніру в СРСР, який відбувся в жовтні 1946 року. Володарем Кубка втретє став московський «Спартак».

## 1/8 фіналу
| Команда 1          | Рахунок  | Команда 2            |
| ------------------ | -------- | -------------------- |
| ЦБЧА (Москва)      | 4 – 1    | Зеніт (Ленінград)    |
| Торпедо (Москва)   | 3 – 0    | Крила Рад (Куйбишев) |
| Динамо (Москва)    | 4 – 0    | Харчовик (Москва)    |
| Спартак (Ужгород)  | 4 – 3 дч | Динамо (Ленінград)   |
| Спартак (Москва)   | 6 – 2    | ВПС (Москва)         |
| Динамо (Київ)      | 3 – 0    | Динамо (Рига)        |
| Крила Рад (Москва) | 2 – 1    | Трактор (Сталінград) |
| Динамо (Тбілісі)   | 2 – 0    | Динамо (Мінськ)      |

## 1/4 фіналу
| Команда 1          | Рахунок  | Команда 2         |
| ------------------ | -------- | ----------------- |
| Торпедо (Москва)   | 4 – 0 дч | ЦБЧА (Москва)     |
| Динамо (Москва)    | 1 – 2    | Динамо (Тбілісі)  |
| Спартак (Москва)   | 5 – 0    | Спартак (Ужгород) |
| Крила Рад (Москва) | 1 – 2 дч | Динамо (Київ)     |

## Півфінали
| Команда 1        | Рахунок | Команда 2        |
| ---------------- | ------- | ---------------- |
| Торпедо (Москва) | 1 – 2   | Динамо (Тбілісі) |
| Спартак (Москва) | 3 – 1   | Динамо (Київ)    |

## Фінал
| 20 жовтня 1946 |

| «Спартак»                        | 3 – 2    | «Динамо» Тб                 |
| -------------------------------- | -------- | --------------------------- |
| Конов 9' Глазков 38' Тімаков 99' | Протокол | Гогоберідзе 15' Антадзе 22' |

| «Динамо» (Москва) Глядачів: 60 000 Арбітр: Михайло Дмитрієв (Москва) |